# 데버라 셸턴
데버라 셸턴(영어: Deborah Shelton, 1948년 11월 21일 ~ )는 미국의 배우, 모델이다.

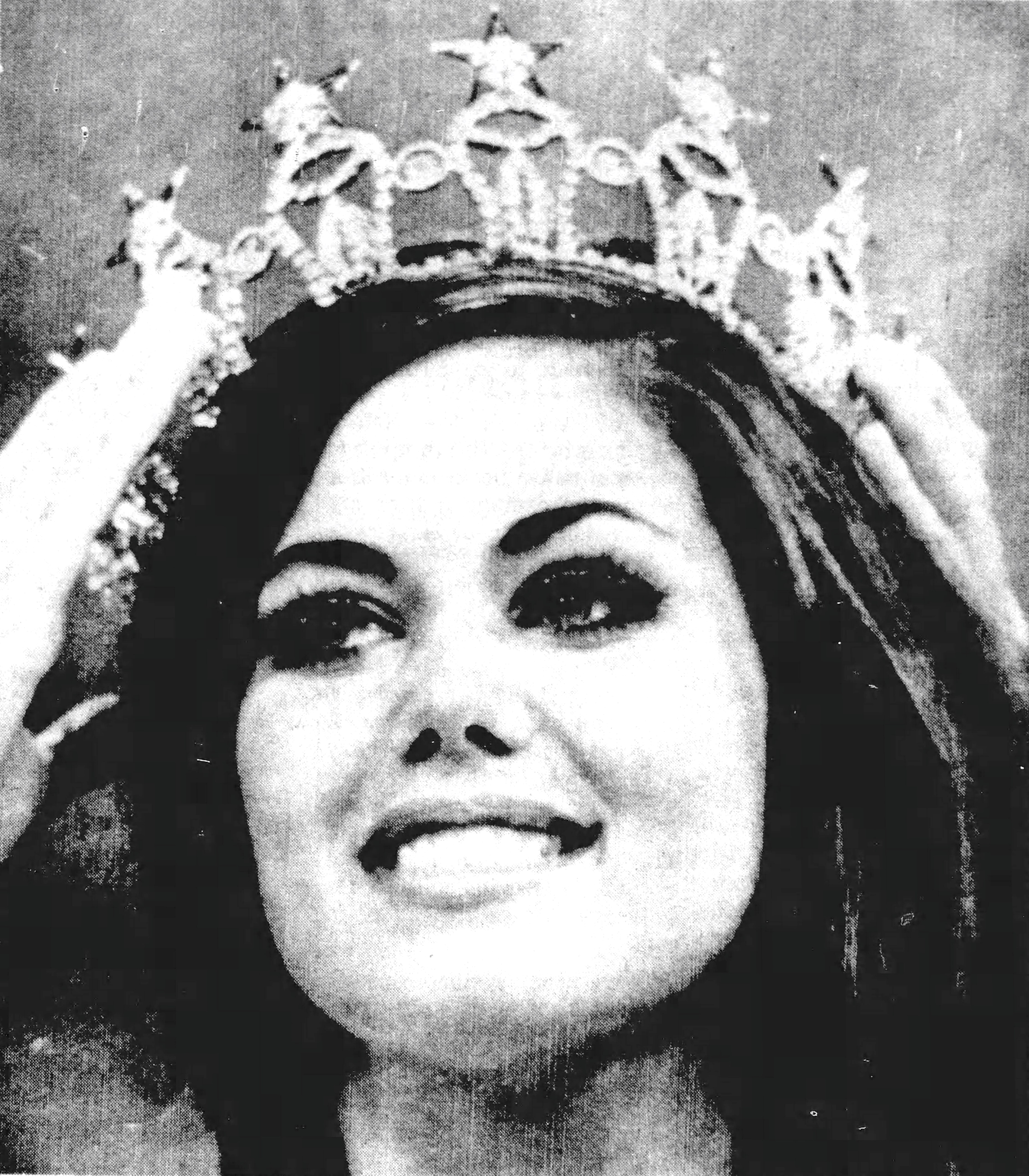
데버라 셸턴

워싱턴 D.C.에서 태어났다.

## 영화
- 쉐이크다운 (2002년)
- 쎄크리파이스 (2000년)
- 어둠 속의 분노 (1996년) - 리앤 더너웨이 역
- 타겟 위트니스 (1994년)
- 회로맨 2 (1994년)
- 원죄의 밤 (1993년)
- 죽음의 향기 (1993년)
- 네미시스 (1993년)
- 위기 침입 (1988년)
- 타임 머신 2036 (1988년)
- 침실의 표적 (1984년)
- 블러드 타이드 (1982년)
- 고도의 미녀들 (1979년)
- 꿈꾸는 낙원 (1978년)
- 달라스 (1978년)